# Valeur de l'entreprise
 (juillet 2017).
Si vous disposez d'ouvrages ou d'articles de référence ou si vous connaissez des sites web de qualité traitant du thème abordé ici, merci de compléter l'article en donnant les références utiles à sa vérifiabilité et en les liant à la section « Notes et références ».
La valeur de l'entreprise est la valeur des cash flows libres de celle-ci.
Cette valeur se calcule comme suit : 
Valeur de l'entreprise = capitalisation boursière + dette financière nette + intérêts minoritaires + provisions - entreprises associées.
Cette donnée ne dépendant que faiblement de la structure du capital, elle permet de comparer des entreprises dont le niveau d'endettement est très différent. Elle se distingue en cela de la capitalisation boursière.
La valeur de l'entreprise (EV) est couramment utilisée dans trois ratios qui permettent de faire des comparaisons entre entreprises d'un même secteur : 
- EV/chiffre d'affaires ;
- EV/EBITDA [2];
- EV/EBIT.

Ces ratios sont parfois sensiblement plus élevés pour une entreprise que pour ses concurrentes directes. On en déduit généralement que les investisseurs s'attendent à ce que cette société ait une meilleure croissance dans les années à venir, ou qu'elle est en mesure d'avoir de meilleurs résultats financiers.
On a ainsi le prix que les investisseurs sont prêts à payer en échange des capitaux investis dans l'entreprise. On considère que, si les marchés financiers fonctionnent correctement, la valeur d'un actif dépend des gains que l'on peut en attendre. Dans ce cas, la valeur des capitaux investis dépend directement des résultats financiers que l'entreprise doit réaliser dans le futur. En mesurant la valeur de l'entreprise, on a donc accès aux prévisions que les investisseurs dans leur ensemble font de ses résultats financiers à venir[réf. nécessaire].